# Turkmantxai
Turkmantxai, Turkmančay, Turkmančai, Turkmen Čay, Torkamānchāy, Torkamān Chāy, Torkmancāy, Turkemanchay, Turkomanchay, Turkmānchāi, Torkamān Chāy, Torkamānchāi i altres; en rus Туркманчай; en àzeri: Türkmənçay; en persa: تركمانچائ és una població de l'Azerbaidjan Iranià (província de l'Azerbaidjan Oriental), coneguda com a lloc on es va signar el tractat de Turkmantxai el 21 i 22 de febrer de 1828 que finalitzà de iure la Guerra russo-persa (1826–1828). La moderna ciutat és a la carretera entre Tabriz i Miyana. És capital del districte de Turkmantxai al comtat de Miyana. La seva població al cens del 2006 era de 6.434 habitants. La població s'esmenta al segle xiv com a Turkmen Kandi i diu que abans era una ciutat.